# أرض عامة
في جميع الدول الحديثة، تحتفظ الحكومات المركزية أو المحلية بجزء من الأراضي. وهذا ما يسمى بالأراضي العامة أو العمومية، أو أراضي الدولة، أو أراضي التاج (عوالم الكومنولث). ويختلف نظام حيازة الأراضي العامة والمصطلحات المستخدمة بين البلدان.
يشير أيضا إلى الأراضي التي تملكها الدولة أو الحكومة وتكون متاحة للاستخدام العام. هذه الأراضي قد تشمل الحدائق العامة، المنتزهات الوطنية، الساحات، الشواطئ العامة، والغابات المحمية. الهدف من الأراضي العامة هو توفير مساحة للمواطنين للاستمتاع بالطبيعة والمشاركة في الأنشطة الترفيهية أو التعليمية، وتكون هذه الأراضي عادة محمية بالقانون لضمان استخدامها لصالح الجميع والحفاظ على الموارد الطبيعية الموجودة فيها.

## الأراضي العامة في القوانين الجزائرية
الأراضي العامة في الجزائر هي تلك الأراضي التي لا يملكها فرد أو مجموعة أفراد، بل تعود ملكيتها إلى الدولة أو الجماعة المحلية. هذه الأراضي مجموعة واسعة من العقارات، مثل
- الأراضي الفلاحية: تشمل الأراضي الزراعية والمراعي والأحراش التي تستخدم في الإنتاج الزراعي.
- الأراضي العمرانية: تشمل الأراضي المخصصة للتوسع العمراني وبناء المساكن والمرافق العامة.
- الأراضي الغابوية: تشمل الغابات والأحراش التي تغطي مساحات واسعة من التراب الوطني.
- الأراضي الساحلية: تشمل الشواطئ والأراضي المجاورة لها.
- الأراضي الباطنية: تشمل الثروات المعدنية والنفط والغاز الطبيعي الموجودة تحت سطح الأرض.